# Ennezat
Ennezat is een gemeente in het Franse departement Puy-de-Dôme (regio Auvergne-Rhône-Alpes). De plaats maakt deel uit van het arrondissement Riom. Ennezat telde op 1 januari 2022 2.658 inwoners.

## Geografie
De oppervlakte van Ennezat bedroeg op 1 januari 2022 18,31 vierkante kilometer; de bevolkingsdichtheid was toen 145,2 inwoners per km².

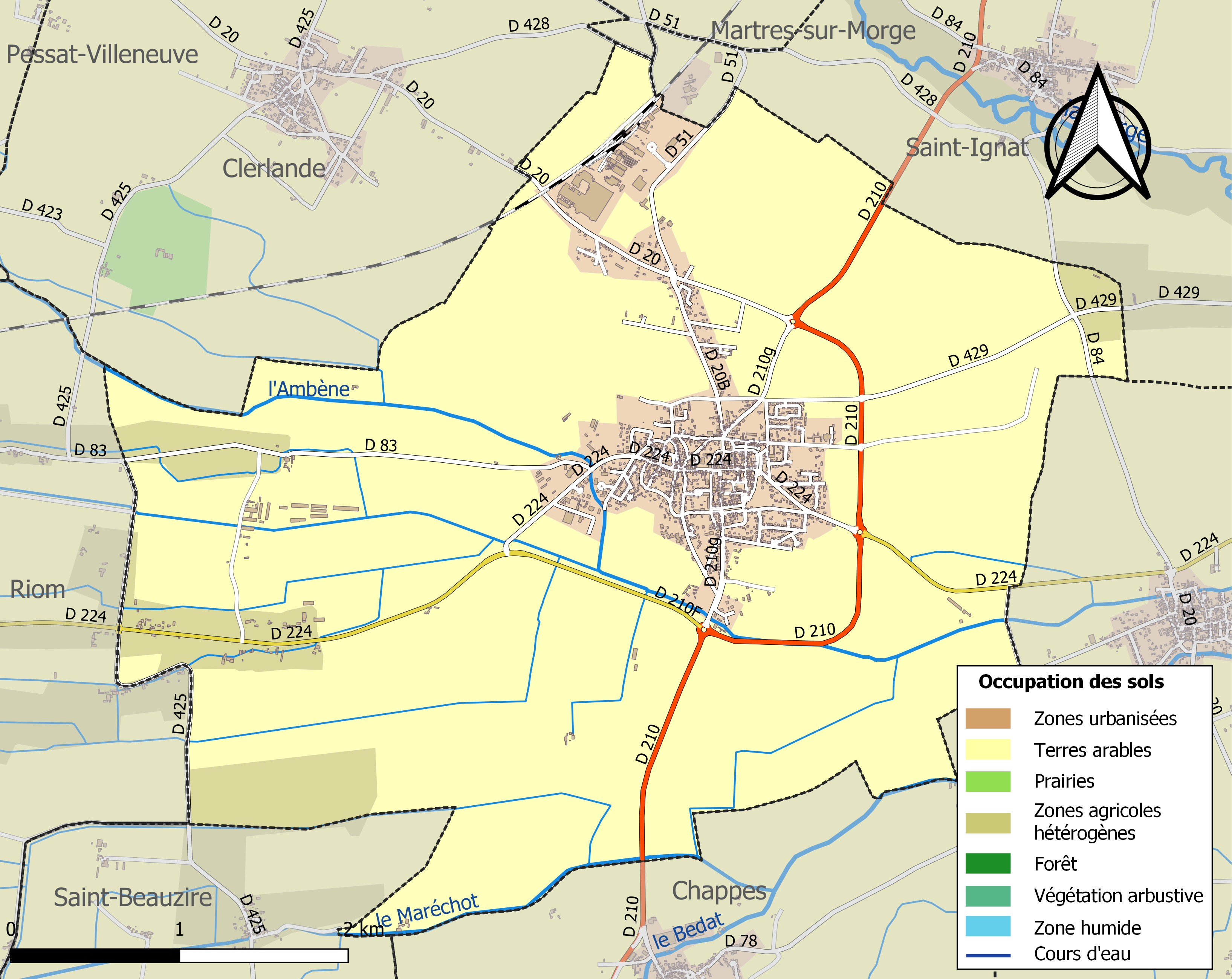
Kaart van de gemeente met belangrijkste infrastructuur, bodemgebruik en omliggende gemeenten

## Demografie
Onderstaande figuur toont het verloop van het inwonertal (bron: INSEE-tellingen).

## Sport
Ennezat was één keer etappeplaats in wielerkoers Ronde van Frankrijk. Op 14 juli 2025 startte er een etappe naar de Mont-Dore.